# Ṟ
Das Ṟ (kleingeschrieben ṟ) ist ein Buchstabe des lateinischen Schriftsystems. Er besteht aus einem R mit einem Unterstrichakzent.
Das Ṟ wird in Pitjantjatjara für den stimmhaften retroflexen Approximanten [⁠ɻ⁠] verwendet und kommt unter anderem in dem Namen des Felsen Uluṟu vor. Außerdem wird der Buchstabe in ISO 15919 verwendet, um das Zeichen ற/ఱ/ಱ/റ zu transliterieren. Dieses stellt in den jeweiligen Sprachen ein einfaches gerolltes r (Stimmhafter alveolarer Vibrant) dar.

## Darstellung auf dem Computer
Unicode enthält das Ṟ an den Codepunkten U+1E5E (Großbuchstabe) und U+1E5F (Kleinbuchstabe).